# Стенки (Полтавская область)
Стенки (укр. Стінки) — село,
Борковский сельский совет,
Великобагачанский район,
Полтавская область,
Украина.
Код КОАТУУ — 5320281009. Население по переписи 2001 года составляло 76 человек.

## Географическое положение

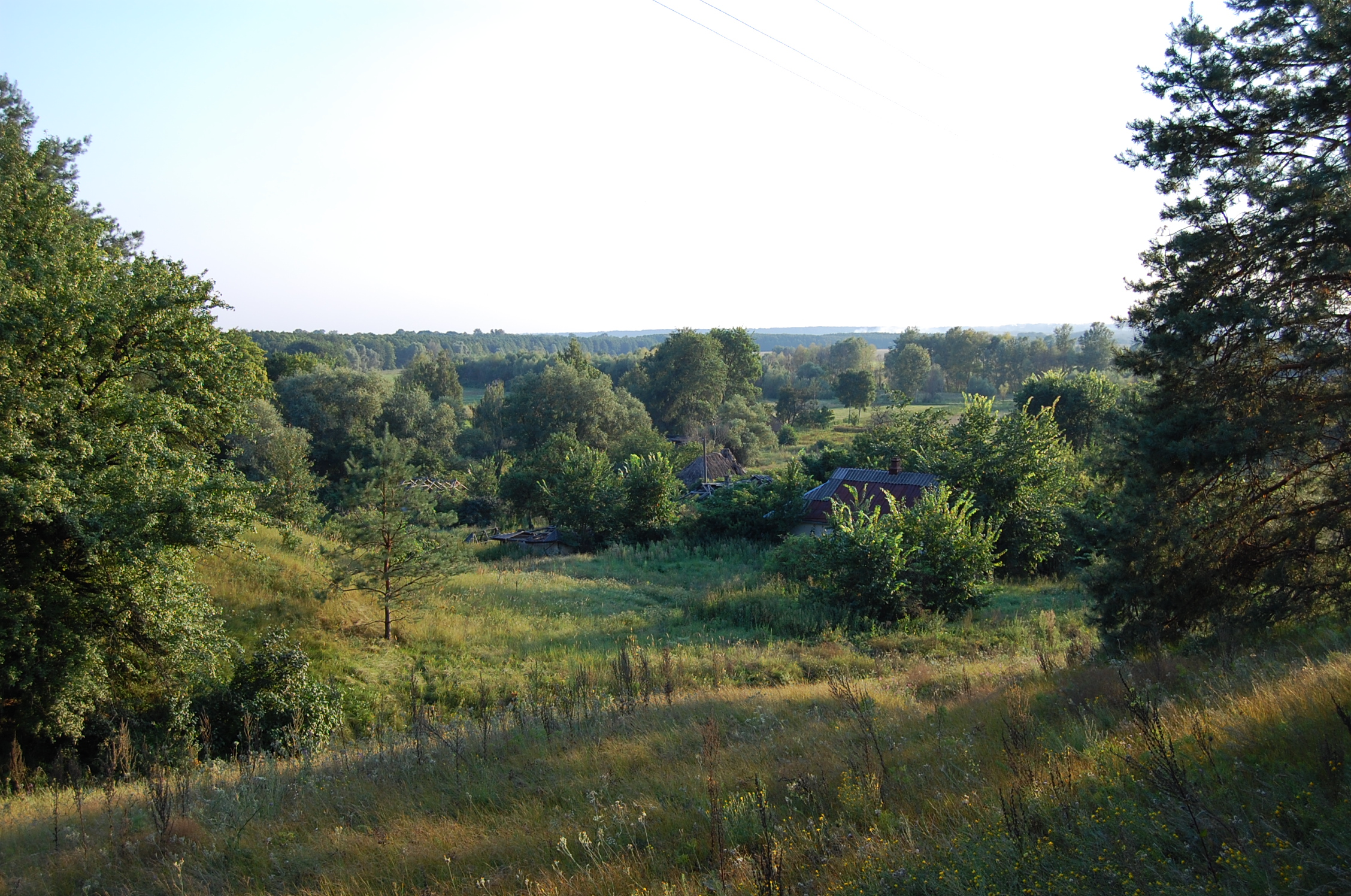

Село Стенки находится в 2-х км от левого берега реки Псёл,
выше по течению на расстоянии в 1 км расположено село Борки,
ниже по течению на расстоянии в 1 км расположено село Колосовка.
К селу примыкает лесной массив (сосна).

## История
- 1729 — дата основания.